# Бакарадзе, Теймураз Борисович
Теймураз Борисович Бакара(н)дзе (род. 19 сентября 1988) — российский самбист и дзюдоист, призёр первенств России по дзюдо среди юниоров, бронзовый призёр чемпионата России по самбо 2008 года, бронзовый призёр чемпионата России по дзюдо 2011 года, мастер спорта России. Тренерами Бакарадзе были Д. С. Жиляев, А. Б. Бобылев и Михаил Коробейников. По дзюдо выступал во второй средней весовой категории (до 90 кг).

## Спортивные результаты
- Турнир класса А среди юниоров 2007 года (Санкт-Петербург) — ;
- Турнир класса А среди юниоров 2007 года (Берлин) — ;
- Первенство России по дзюдо 2007 года среди юниоров — ;
- Первенство России по дзюдо 2009 года среди юниоров — ;
- Чемпионат России по самбо 2008 года — ;
- Чемпионат России по дзюдо 2011 года — ;